# RAT
RAT — абревіатура англ. Remote Access Trojan, в перекладі - «Троян віддаленого адміністрування» або «Троян віддаленого управління». Термін набув поширення серед системних адміністраторів і хакерів.
Варто зазначити що, найчастіше цей термін використовують кракери, розуміючи під цим утиліту для несанкціонованого доступу до системи віддаленого користувача з корисливими цілями.

## Мережевий жаргон
Деякі крекери умовно називають RAT «щуром» тому що, якщо розглядати RAT не як абревіатуру, а як слово, то з англійської мови воно перекладається як «щур». Звідси з'явилося висловлювання «кинути щура», «підсадити пацюка», які можна зустріти іноді в чатах або на форумах.

## Приклади RAT
Як приклад RAT в сенсі, що зрозумілий хакерам, можна запропонувати багатофункціональну систему віддаленого адміністрування RAdmin, розроблену компанією Famatech для Windows-систем. Вона містить в собі досить непогану функціональність для того, щоб задовольняти базовим вимогам RAT.
На практиці RAdmin часто застосовується у фірмах, де системним адміністраторам часто потрібно оглядати комп'ютери користувачів, щоб не витрачати свій час на ходьбу від одного користувача до іншого.
Серед крекерів RAdmin теж завоював своє місце і досить часто використовується як основний засіб доступу до об'єкту на платформі Windows.
Велике поширення отримав протокол RAT VNC (абревіатура Virtual Network Computing), який може використовуватися у всіх популярних операційних системах: Linux, BSD, Windows, Mac OS.
Існує безліч Open Source реалізацій протоколу VNC, і багато які з них використовуються в даний час по всьому світі - це один з найпоширеніших протоколів RAT з підтримкою візуального управління.
Як приклад RAT можна розглянути відому троянську програму Back Orifice. Вона надавала доступ до Windows-систем за методом клієнт-сервер, тобто сама RAT була серверною частиною. Мінус такої реалізації в тому, що багато фаєрволів виявляють і блокують спроби відкриття порту на прослуховування. Для вирішення такої проблеми хакерами був придуманий зворотний механізм, аналогічний схемі клієнт-сервер. В такому випадку, RAT, що встановлюється на комп'ютері жертви, є клієнтом і сама виробляє з'єднання з сервером RAT.